# Michael Sattler
Michael Sattler (1490? – 20. května 1527) byl mnich, který opustil římskokatolickou církev během protestantské reformace, aby se stal jedním z prvních vůdců novokřtěneckého hnutí. Byl zvláště vlivný pro jeho roli v rozvoji Schleitheimského vyznání.

## Život
Sattler se narodil pravděpodobně roku 1490 ve Staufenu. Stal se benediktinským mnichem v opatství sv. Petra, odkud odešel zřejmě roku 1525, když byl klášter dobyt vojsky z Černého lesa bojujícími v Německé selské válce. Později se oženil s bývalou bekyní jménem Margaretha. Není známo, kdy Sattler přijel do Curychu, pouze to, že byl odsud 18. listopadu 1525 vyhoštěn spolu s dalšími cizinci, což mělo původ v disputaci o křtu 6. až 8. listopadu. Někteří lidé se domnívají, že Sattler může být identifikován jako „bratr Michael v bílém plášti“, jak je uvedeno v dokumentu ze dne 25. března téhož roku, tudíž mohl být v Curychu ještě před Snyderovým odhadem opuštění opatství sv. Petra. Snyder věří, že Sattler přijel do Curychu asi proto, aby se zúčastnil disputace. Začal být spojován s novokřtěnci a možná byl v létě 1526 znovu pokřtěn. Podílel se na misijní činnosti kolem Horbu a Rottenburgu a zřejmě cestoval i do Štrasburku. Stal se jedním z nejvýznamnějších vůdců jihoněmeckých a švýcarských novokřtěnců. V únoru 1527 byl předsedou zasedání švýcarských bratrů ve Schleitheimu, kde bylo přijato Schleitheimské vyznání.
V květnu 1527 byl spolu s manželkou a několika dalšími novokřtěnci zatčen hrabětem Joachimem Zollernem, regentem arcivévody Ferdinanda. Byl souzen a jako kacíř odsouzen k trestu smrti, kat mu měl nejdříve vyříznout jazyk, poté ho žhavými železnými kleštěmi trhat na kusy a nakonec ho jako hlavního kacíře spálit na prach. Ostatní ze skupiny byli sťati a ženy, včetně manželky Margharety, utopeny.

## Biografie
- Horsch, John. Mennonites In Europe. Rod and Staff Publishers, 1942, 1995, str. 70–78
- Snyder, C. Arnold. The Life and Thought of Michael Sattler. Scottdale, PA: Herald Press, 1984
- Kauffmann, Karl-Hermann. Michael Sattler – ein Märtyrer der Täuferbewegung. Brosamen-Verlag Albstadt, 2010
- Yoder, John Howard. Legacy of Michael Sattler. Scottdale, Pennsylvania: Herald, 1973